# Kortrijksestraat (Harelbeke)
De Kortrijksestraat gaat doorheen de Westwijk van Harelbeke. De straat is deel van de N43.

## Geschiedenis
Op bevel van de kasselrij Kortrijk werd in 1716 begonnen aan een weg tussen Kortrijk en Gent. De weg verving de historische Oude Gentweg die grotendeels hetzelfde traject volgde. Langs beide zijden werd de Kortrijksesteenweg beplant met lindebomen. De bomenrij sneuvelde tijdens de harde winter van 1944-45 toen ze werden omgehakt voor brandhout.
Vanaf het begin van de 20ste eeuw tot 1959 liep door de straat een tramlijn. De trams richting Kortrijk reden door tot aan de huidige Tramstraat.
In 1964 werd beslist om de Gentsebaan (N43) te verbreden voor snellere mobiliteit. Deze verbreding werd vervolgens in de jaren '70 uitgevoerd. De Kortrijksestraat kreeg een rijstrook in beide richtingen gescheiden door een middenberm en parkeerplaats. Het noordelijke deel van de Kortrijksestraat werd herbestemd voor appartementsgebouwen.